# Champeaux, Seine-et-Marne
Champeaux este o comună franceză, situată în departamentul Seine-et-Marne, în regiunea Île-de-France.

## Geografie
Comuna este situată în inima câmpiei Brie, fapt dovedit de toponimia localităților din împrejurimi, cum ar fi Saint-Ouen-en-Brie la sud-est, Le Châtelet-en-Brie la sud, Soignolles-en-Brie la nord-vest, Chaumes-en-Brie la nord și La Croix-en-Brie la est.

### Comune limitrofe
|        | Andrezel | Aubepierre-Ozouer-le-Repos Mormant |
| Fouju  |          | Saint-Méry                         |
| Blandy |          |                                    |

### Relief și geologie
Satul Champeaux se află la o altitudine de 96 m, iar peisajul este plat, cu excepția unei ușoare înclinări în sud, în zona văii râului Almont.
Solul este predominant argilos.
În jurul anului 1830, comuna avea aproximativ 40 de hectare de păduri și tufișuri, cu specii dominante precum stejarul, ulmul și frasinul. În prezent, nu există niciun fragment de pădure în partea de nord a comunei, cu excepția a trei parcele foarte mici care înconjoară un mic puț de petrol în nord-est. În schimb, în partea de sud se remarcă o frumoasă zonă împădurită în jurul capelei Notre-Dame de Roiblay, o alta care urmează malul drept al râului Ancœur lângă vechea moară Chaunoy, și încă una care continuă spre sud acoperirea împădurită a parcului castelului.
Comuna este clasificată în zona de seismicitate 1, corespunzând unei seismicități foarte scăzute.

### Hidrografie

#### Rețeaua hidrografică

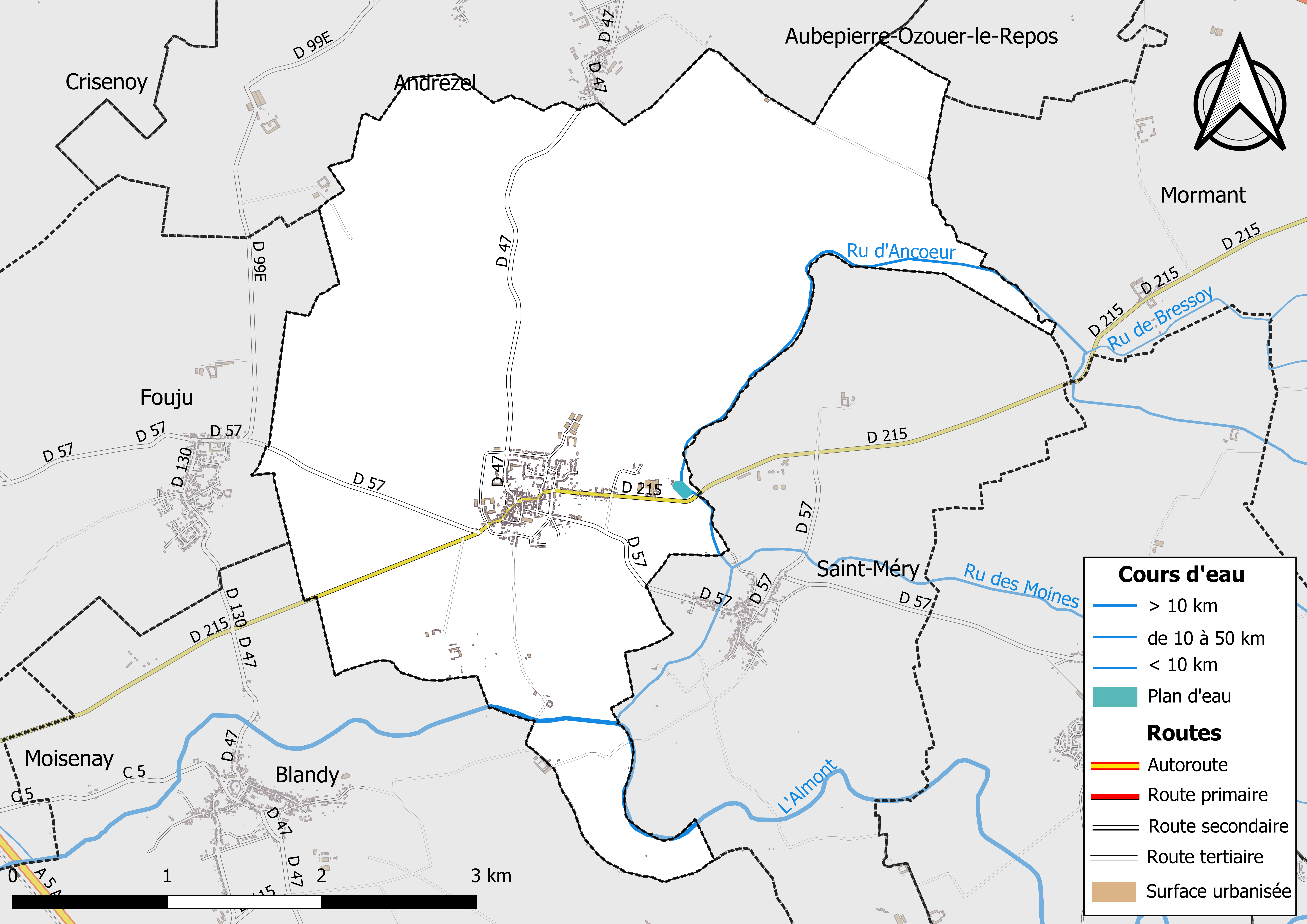
Hartă a rețelelor hidrografice și rutiere din Champeaux.

Rețeaua hidrografică a comunei este alcătuită din două cursuri de apă:
- Râul Almont (numit și ru d'Ancœur sau ru de Courtenain), cu o lungime de 42,15 km[6], este un afluent al Senei pe malul drept. Acesta urcă de-a lungul limitei sudice a comunei, marcând separarea cu comuna Saint-Méry, până când este intersectat de ru de la Prée în zona numită Bricquenet.

Ulterior, râul se orientează spre vest, traversând partea sudică a comunei pe aproximativ 500 m, după care redevine limită teritorială pe o distanță de aproximativ 300 m cu comuna Blandy-les-Tours, înainte de a părăsi teritoriul Champeaux. Adâncimea râului nu depășește 60 cm - 80 cm, iar lățimea variază între 1 m și 1,50 m.
- Micul pârâu ru de la Prée[8], care urmează limita estică a comunei înainte de a reveni pe teritoriul comunei Saint-Méry și apoi se varsă în râul Almont, are doar 50 cm adâncime în perioadele de ape mari. Totuși, împreună cu izvorul lavoir-ului din Varvannes, era suficient pentru a alimenta vechea moară din Varvannes, precum și câteva mori – inclusiv moara din Voies – și mici industrii din comuna Saint-Méry[7].

Lungimea totală a cursurilor de apă de pe teritoriul comunei este de 5,46 km.

#### Gestionarea cursurilor de apă
Pentru a atinge starea bună a apelor impusă de Directiva-cadru privind apa din 23 octombrie 2000, mai multe instrumente de gestionare integrată funcționează la diferite niveluri:
- SDAGE (Schema Directoare de Amenajare și Gestionare a Apelor), la nivelul bazinului hidrografic;
- SAGE (Schema de Amenajare și Gestionare a Apelor), la nivel local.

Acesta din urmă stabilește obiectivele generale privind utilizarea, valorificarea și protecția cantitativă și calitativă a resurselor de apă de suprafață și subterane. Departamentul Seine-et-Marne este acoperit de șase SAGE, în cadrul bazinului hidrografic Seine-Normandie.
Comuna face parte din SAGE „Yerres”, aprobat pe 13 octombrie 2011. Teritoriul acestui SAGE corespunde bazinului hidrografic al râului Yerres, cu o suprafață de 1.017 km², străbătut de o rețea hidrografică de aproximativ 450 de kilometri, formată din cursul râului Yerres și principalii săi afluenți: ru de l'Étang de Beuvron, Visandre, Yvron, Bréon, Avon, Marsange, Barbançonne și Réveillon.
Coordonarea și gestionarea SAGE sunt asigurate de sindicatul mixt pentru epurare și gestionarea apelor din bazinul hidrografic al râului Yerres (SYAGE), desemnat drept „structura suport”.

### Climă
În 2010, clima comunei este de tip oceanic degradat al câmpiilor din Centru și Nord, conform unui studiu al Centrului Național de Cercetare Științifică (CNRS) bazat pe o serie de date care acoperă perioada 1971-2000. În 2020, Météo-France publică o tipologie a climei Franței metropolitane, în care comuna este expusă unei clime oceanice alterate și se află în regiunea climatică Nord-Est a bazinului Parisian, caracterizată printr-un nivel redus de însorire, precipitații medii distribuite regulat pe parcursul anului și ierni reci (3 °C).
Pentru perioada 1971-2000, temperatura anuală medie este de 11 °C, cu o amplitudine termică anuală de 15,3 °C. Cumulul anual mediu de precipitații este de 715 mm, cu 11,2 zile de precipitații în ianuarie și 7,6 zile în iulie. Pentru perioada 1991-2020, temperatura medie anuală observată la stația meteorologică Météo-France cea mai apropiată, situată în comuna Montereau-sur-le-Jard la 10 km distanță, este de 11,6 °C, iar cumulul anual mediu de precipitații este de 657,9 mm.

### Mediu natural și biodiversitate
Nu există niciun spațiu natural de interes patrimonial înregistrat pe teritoriul comunei în inventarul național al patrimoniului natural.

### Riscuri tehnologice
Puțurile de petrol și oleoductele situate pe teritoriul comunei Champeaux expun comuna la riscul de poluare prin scurgeri, așa cum s-a întâmplat în iunie 2013, când a avut loc o scurgere necontrolată în pârâul Ancœur, provenind de la instalațiile companiei Vermillion.

## Urbanism

### Tipologie
La 1 ianuarie 2024, Champeaux este clasificată drept comună rurală cu habitat dispersat, conform noii grile comunale de densitate cu șapte niveluri definită de INSEE (Institutul Național de Statistică și Studii Economice) în 2022. Este situată în afara unei unități urbane. În plus, comuna face parte din aria metropolitană a Parisului, fiind una dintre comunele de la periferie, această zonă reunind 1.929 de comune.

### Utilizarea terenurilor
Ocuparea terenurilor în comună, conform bazei de date europene privind ocuparea biogeofizică a solurilor Corine Land Cover (CLC), este dominată de teritorii agricole (91,8 % în 2018), o proporție aproape similară cu cea din 1990 (92,5 %). Distribuția detaliată în 2018 este următoarea: terenuri arabile (89,6 %), păduri (4,3 %), zone urbanizate (3,9 %), pajiști (2,1 %) și zone agricole eterogene (0,1 %).
.

## Toponimie
Toponimul corespunde vechiului francez champel, champeau, care înseamnă „câmp mic” sau „teren mic”.

## Istorie
Prima mențiune a localității Champeaux apare în traducerea din 626 a Vita sancte Fare („Viața sfintei Fare”), un text pierdut ulterior. Se menționa că tatăl sfintei Fare i-a dăruit acesteia o villa (în sens gallo-roman, adică o moșie rurală aproape autarhică) numită villa Campellis la Champeaux. Sfânta a locuit acolo pentru o vreme, înainte de a se stabili la „muntele Eboriac”, unde a fondat abația din Faremoutiers.
Această moșie din Champeaux este menționată și în testamentul sfintei Fare, redactat în jurul anului 632 sau 633, prin care își lasă părțile din respectiva villa călugărițelor de la abația Faremoutiers. Conform Cronicilor de la Saint-Denis, sfânta Fare ar fi fondat ea însăși o biserică la Champeaux, probabil și o mănăstire, unde ar fi invitat călugărițe.
Tot în secolul al VII-lea, Champeaux este menționat pentru a treia oară în legătură cu trecerea lui Méry pe drumul său de la Autun la Paris, în 695. Bolnav, acesta s-a oprit la Champeaux, unde a rămas o perioadă.
În anul 892 se găsește prima mențiune a unei abații la Campellis, într-o scrisoare a papei Formosus adresată lui Foulques, arhiepiscopul de Reims; abația din Champeaux era o posesiune precară. Parohia a făcut parte din arhiepiscopia Sens (de care depindea episcopia Parisului) până la o dată nedeterminată, probabil în cursul secolului al X-lea, când a fost transferată în episcopia Parisului.
Nu se știe nici când călugărițele au fost înlocuite de călugări, dar un act de donație al unui anume Roland, ratificat de Filip I și datat între 1065 și 1069, sugerează că aceștia erau deja stabiliți la acea dată. În orice caz, ei erau prezenți cel târziu în 1138, când o bulă a papei Inocențiu al II-lea adresată lui Etienne de Senlis, episcopul Parisului, amintește că episcopia Parisului datorează un cenz episcopiei Sens pentru prebendele din Champeaux, Saint-Méry, La Chapelle-Gauthier și Quiers.
Aceste parohii, cărora li s-au adăugat ulterior cele din Andrezel, Fouju și Verneuil-l'Étang, au format decanatul Champeaux, o enclavă a episcopiei Parisului în cadrul episcopiei Sens.
Seniorul din Champeaux era capitlul canonicilor colegialei din Champeaux. Acesta a dotat comunitatea cu un cuptor banal (four banal), care îi asigura venituri considerabile, dat fiind că sătenii nu aveau dreptul de a deține propriul echipament sau de a-și coace pâinea în altă parte. În 1218, capitlul a donat acest cuptor comunității, în schimbul unei sume de bani care a fost folosită pentru construcția bisericii. Fouju, care contribuise și el la această sumă, a primit, la rândul său, drepturile asupra propriului cuptor banal, iar Saint-Merry și Courtenet au fost scutite de plata taxei de touly.
La extremitatea sudică a comunei, capela Roiblay, ultimul vestigiu al prioratului Notre-Dame de Roiblay, datând din secolul al XII-lea, se afla încă pe teritoriul său – aceasta a rămas acolo până în 2010.
Satul Champeaux era încă în 1888 înconjurat de șanțuri de aproximativ 10 m lățime și 4-5 m adâncime. Piața de la Halle devenise Piața Târgului după distrugerea halei în 1845. În sat se remarcau, la fel ca și în prezent, numeroase case burgheze care au servit drept reședințe pentru canonicii colegialei Saint-Martin.

### Întreprinderi dispărute din secolul al XIX-lea

#### Fabrica de țigle
În 1849, Louis Michel Chertemps, agricultor din Rouvray (comuna Mormant), a înființat o fabrică de țigle pe drumul către Mormant. Aceasta includea o casă, o hală, o secție de turnare, un cuptor de var, un cuptor de ipsos, un cuptor de țigle și un pavilion. Ulterior, în jurul anului 1855, a fost adăugat un cuptor pentru țevi de drenaj, iar înainte de 1864, au fost construite șanțuri pentru țevi. Deși Chertemps era proprietarul, conducerea afacerii a fost încredințată, cel puțin între 1852 și 1870, lui Henry Eugène Bourdin, înregistrat în actele de stare civilă ca țiglar și comerciant de țigle.
Cuptoarele de var și de ipsos au fost demolate în 1881, iar în 1883 a venit rândul cuptoarelor de țigle și de țevi de drenaj, precum și al șanțurilor pentru țevi. Casa și pavilionul au fost vândute în 1881 unui agricultor din Champeaux.

#### Distileria
După blocada porturilor franceze de către Anglia în 1806 și dispariția zahărului din gospodăriile franceze, urmată de brevetele lui Champonnois din anii 1850 privind fabricarea industrială a zahărului din sfeclă, numărul distileriilor din Franța a crescut de la 37 la 342 între 1854 și 1861, iar capacitatea de producție s-a triplat în aceeași perioadă. În acest context, Jean Baptiste Devarenne a înființat distileria din Champeaux în 1868, provocând ostilitatea consiliului municipal din Andrezel. Aceasta deoarece o distilerie era deja în funcțiune la ferma Mainpincien din comuna Andrezel, iar consiliul municipal al comunei a lansat o petiție împotriva distileriei lui Devarenne.
Cu toate acestea, Champeaux a avut propria sa distilerie, numită distilerie agricolă deoarece era anexată unei ferme – similar celei din Andrezel și altor distilerii din acea vreme. Distileria a fost cumpărată în 1873 de Auguste Rivière, locuitor din Pecqueux, apoi în 1889 de Louis André Basset, și el din Pecqueux. În 1920, frații Lesaffre au devenit proprietarii acesteia.
Între timp, odată cu creșterea numărului de distilerii industriale, prețul zahărului a început să scadă în jurul anului 1900. Distileriile au produs din ce în ce mai mult alcool, datorită îmbunătățirilor tehnicilor de selecție și producție. Astfel, în 1954 era necesară doar o cantitate de 1.050 kg de sfeclă pentru a produce 1 hectolitru de alcool, față de 2.500 kg în 1871. Între 1865 și 1913, producția franceză de alcool s-a cvintuplat, iar departamentul Seine-et-Marne era al doilea cel mai mare producător, după Nord.
În 1931, Lesaffre a construit o linie de cale ferată îngustă, numită „Decauville”, pentru transportul sfeclei de pe câmpuri către cântar și apoi către fabrică. Extinsă în 1932, rețeaua Decauville avea o lungime totală de 6 km.
Cu toate acestea, procesarea sfeclei necesită cantități mari de apă, ceea ce a generat o problemă recurentă de penurie de apă în anumite părți ale comunei. În plus, apa utilizată pentru prepararea vinasei era dificil de tratat, ceea ce a provocat probleme de poluare în repetate rânduri. Aceste dificultăți, alături de reducerea cotelor de producție a alcoolului și de creșterea taxelor pe alcool, au dus la închiderea distileriei în 1955.
În 1961, Compagnie des Entrepôts et Magasins Généraux de Paris a deschis un depozit general pentru stocarea zahărului, într-una dintre clădirile fostei distilerii. În 1981, compania B.S.B. a achiziționat această clădire, iar în 2013 aceasta era încă utilizată de companie.

#### Ferma castelului
O fermă a existat în parcul castelului cel puțin din 1654. Aceasta a dispărut după 1848. Ultimul fermier care a lucrat acolo, între 1811 și 1848, a fost Jean Louis Alexandre Chamorin, soțul lui Marie Hélène Geneviève Dutfoy. Chamorin a fost primar al comunei Champeaux între 1821 și 1831.

## Populația și societatea

### Date demografice
Evoluția numărului de locuitori este cunoscută prin recensămintele populației efectuate în comuna respectivă începând din 1793. Pentru comunele cu mai puțin de 10 000 de locuitori, un recensământ al întregii populații este realizat la fiecare cinci ani, populațiile legale pentru anii intermediari fiind estimate prin interpolare sau extrapolare.
În 2021, comuna număra 810 locuitori, în scădere cu -2,17 % față de 2015 (Seine-et-Marne: +3,45 %, Franța fără Mayotte: +1,84%).
| An        | 1793 | 1821 | 1841 | 1856 | 1876 | 1886 | 1901 | 1921 | 1936 | 1962 | 1982 | 2006 | 2014 | 2021 |
| --------- | ---- | ---- | ---- | ---- | ---- | ---- | ---- | ---- | ---- | ---- | ---- | ---- | ---- | ---- |
| Populație | 450  | 484  | 433  | 471  | 530  | 543  | 510  | 464  | 485  | 557  | 704  | 770  | 821  | 810  |

## Cultură locală și patrimoniu

### Locuri și monumente

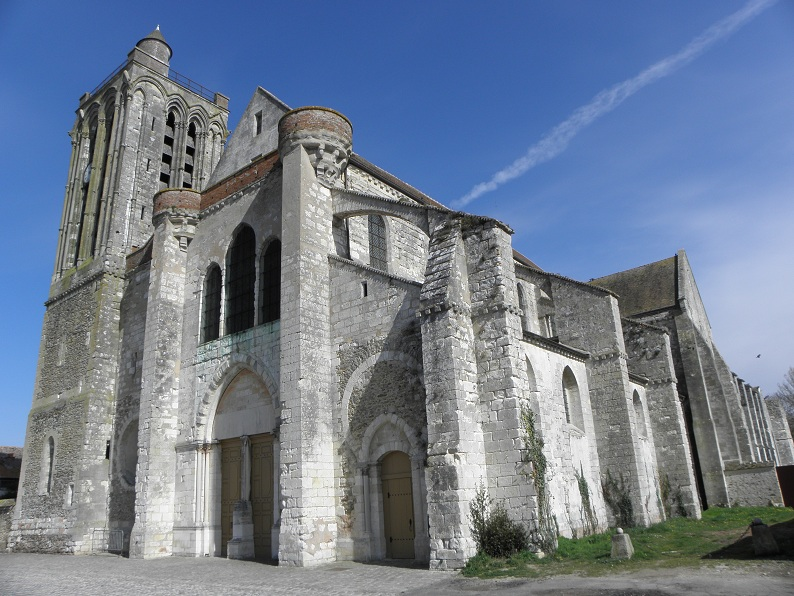
Collégiale Saint-Martin de Champeaux.

Champeaux are două monumente istorice pe teritoriul său.

#### Colegiata Saint-Martin din Champeaux
(listată ca monument istoric în 1840)
Este una dintre cele mai mari biserici din Île-de-France, ultimul vestigiu al unei comunități create de sfânta Fare (fondatoarea abației de la Faremoutiers), deoarece biserica parohială a fost distrusă în timpul Revoluției, iar celelalte clădiri religioase încă în picioare au fost transformate în locuințe.
Biserica adăpostește, printre altele, strane din stejar din secolul al XVI-lea și pietre funerare gotice din secolul al XIV-lea. În curs de restaurare de la furtuna din 1999, biserica este deschisă zilnic între orele 9:00 și 18:00.

#### Castelul Aunoy
(clasificat ca monument istoric prin ordinul din 25 aprilie 1986).
Acest castel medieval a fost reconstruit (fără lemn pentru structura acoperișului) în urma unui incendiu din secolul al XVIII-lea. El adăpostește unul dintre primele parcuri în stil englezesc realizate în Franța, care include iazuri, ateliere, o ghețărie și plantații cu diverse specii de arbori, printre care un magnific platan datând din construirea castelului în 1750. Ahmed Ben Bella a fost internat aici în urma deturnării avionului său în timpul Războiului din Algeria.

### Alte elemente ale patrimoniului

#### Capela Notre-Dame de Roiblay
Ultimul vestigiu al prioratului Notre-Dame, care datează din secolul al XII-lea. Un pelerinaj era organizat aici din secolul al XIII-lea până la începutul secolului al XX-lea.
La începutul secolului al XIX-lea, această capelă se afla pe teritoriul comunei Blandy-les-Tours. Istoria locală menționează că era boltită în stil gotic.
Capela actuală, reconstruită în 1803 (cu dimensiuni mai mici și fără boltă), a fost atașată comunei Champeaux în 1822 pentru aspectele civile și în 1829 pentru cele spirituale. În schimb, Blandy-les-Tours a primit ferma Chaunoy în 1831.

### Personalități
- Guillaume de Champeaux, născut la Champeaux în jurul anului 1070.